# Championnat d'échecs des Pays-Bas

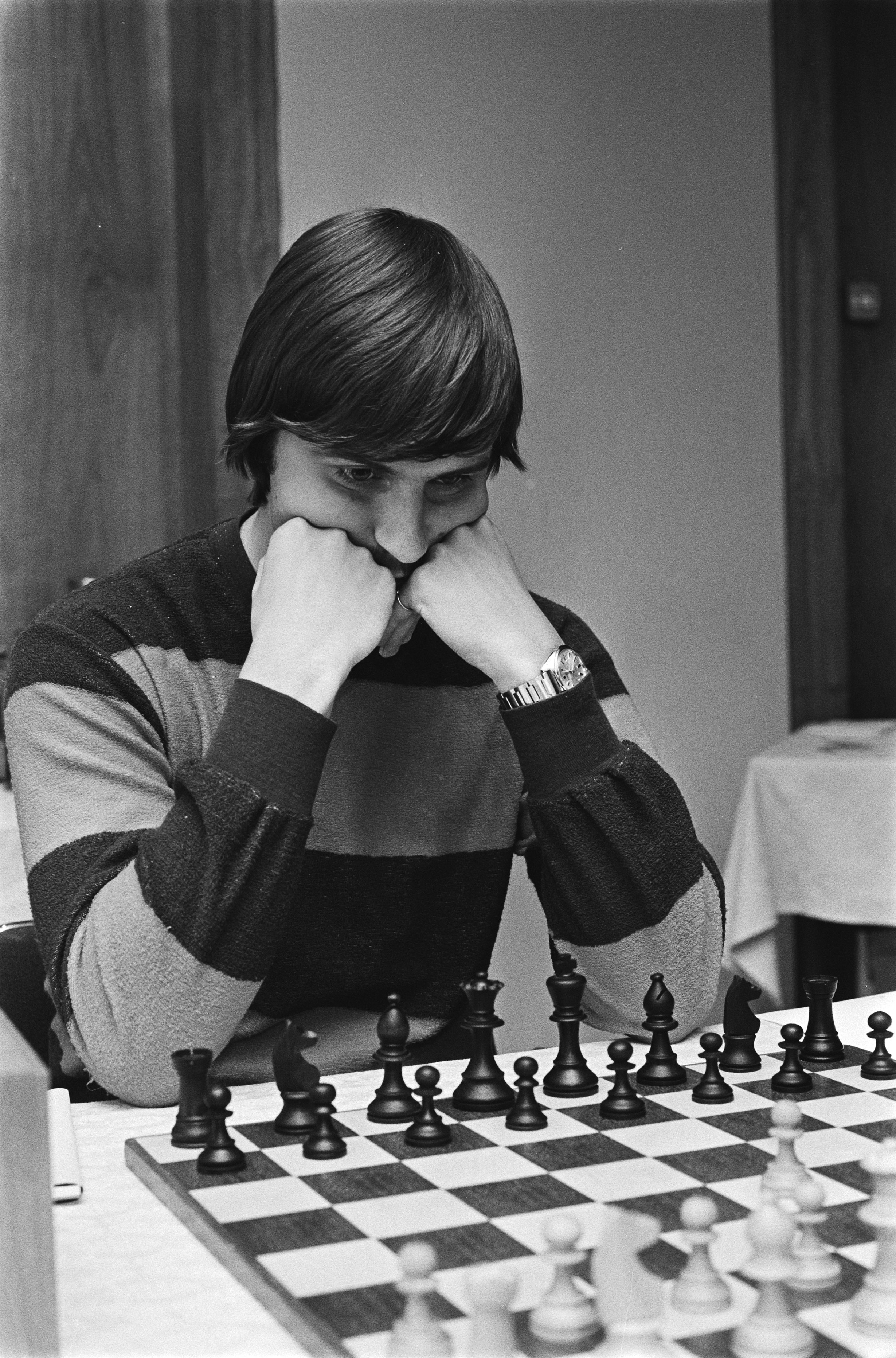
John van der Wiel au championnat d'échecs des Pays-Bas, en 1982

Le championnat d'échecs des Pays-Bas est une compétition d'échecs organisée depuis 1909 par la fédération royale néerlandaise des échecs (Koninklijke Nederlandse Schaakbond). Disputée d'abord tous les deux ou trois ans, elle a lieu chaque année depuis 1969.

## Palmarès

### Multiples vainqueurs des championnats officiels
12 titres
Max Euwe (en 1921, 1924, 1926, 1929, 1933, 1938, 1939, 1942, 1948, 1950, 1952 et 1955-1956)
Max Euwe remporta également le championnat des Pays-Bas 1949 par forfait.
9 titres
Jan Timman (en 1974, 1975, 1976, 1978, 1980, 1981, 1983, 1987 et 1996)
8 titres (dont six consécutifs)
Loek van Wely (de 2000 à 2005, en 2014 et en 2017)
5 titres
- Anish Giri (en 2009, 2011, 2012, 2015 et 2023)

4 titres
- Hans Ree (en 1967, 1969, 1971, 1972 et 1982
- Jeroen Piket (en 1990, 1991, 1992 et 1994)

3 titres
- Johannes Donner (en 1954, 1957 et 1958)
- Sergei Tiviakov (en 2006, 2007 et 2018)

2 titres
- John van der Wiel (en 1984 et 1986)
- Paul van der Sterren (en 1985 et 1993)
- Ivan Sokolov (en 1995 et 1998)
- Predrag Nikolić (en 1997 et 1999)
- Jan Smeets (en 2008 et 2010)
- Jorden van Foreest (en 2016 et 2025)
- Max Warmerdam (en 2021 et 2024)

### Championnats officieux (1885 à 1893)
Avant la formalisation du championnat, quelques matchs avaient été joués, pour désigner de manière non officielle le champion des Pays-Bas. Dirk van Foreest et Arnold van Foreest se sont partagé ces titres.
- 1885, 1886 et 1887 : Dirk van Foreest
- 1889 et 1893 : Arnold van Foreest

### 1909 à 1967
| Éd. | Année      | Ville(s)                                 | Champion(s)                      | Deuxième(s)                                       | Notes                                                                                          |
| --- | ---------- | ---------------------------------------- | -------------------------------- | ------------------------------------------------- | ---------------------------------------------------------------------------------------------- |
| 1   | 1909       | Leyde                                    | Adolf Olland                     | Abraham Speijer (ex æquo)                         | Speijer déclara forfait lors du départage.                                                     |
| 2   | 1912       | Delft                                    | Rudolf Loman                     | Johannes Esser                                    |                                                                                                |
| 3   | 1913       | Amsterdam                                | Johannes Esser                   | Rudolf Loman                                      | Esser bat Loman en match 3,5 à 0,5.                                                            |
| 4   | 1919       | La Haye                                  | Max Marchand                     | Max Euwe Reurt Meijer                             |                                                                                                |
| 5   | 1921       | Nimègue                                  | Max Euwe                         | Jacques Davidson                                  |                                                                                                |
| 6   | 1924       | Amsterdam                                | Max Euwe                         | Jacques Davidson                                  | 3e : Adolf Olland                                                                              |
| 7   | 1926       | Utrecht                                  | Max Euwe                         | Rudolf Loman                                      |                                                                                                |
| 8   | 1929       | Amsterdam                                | Max Euwe                         | Salo Landau Henri Weenink                         | Tournoi                                                                                        |
| 9   | 1933       | La Haye et Leyde                         | Max Euwe                         | Johannes van den Bosch                            | Adolf Olland mourut pendant le tournoi.                                                        |
| 10  | 1936       | Rotterdam                                | Salo Landau                      | Gerritt von Doesburgh                             | Tournoi disputé en l'absence de Max Euwe 3e-4e : T. van Scheltinga et L. Prins.                |
| 11  | 1938       | Amsterdam                                | Max Euwe                         | Nicolaas Cortlever                                | Tournoi                                                                                        |
| 12  | 1939       | Rotterdam, Amsterdam, La Haye et Utrecht | Max Euwe                         | Salo Landau                                       | Match disputé dans plusieurs villes; Landau avait gagné le tournoi des challengers.            |
| 13  | 1942       | La Haye                                  | Max Euwe                         | Arnoldus van den Hoek                             | Match gagné 8-2 (+6 =4)                                                                        |
| 14  | 1948       | Amsterdam                                | Max Euwe                         | Theo van Scheltinga                               | Match gagné 5,5-2,5 (+3 =5) Scheltinga vainqueur du tournoi de sélection                       |
| 15  | 1949       |                                          | Max Euwe                         |                                                   | En 1948, Prins remporta le tournoi de sélection mais déclara forfait pour le match contre Euwe |
| 16  | 1950       | Amsterdam                                | Max Euwe                         | Theo van Scheltinga                               | Tournoi                                                                                        |
| 17  | 1952       | Enschede                                 | Max Euwe                         | Theo van Scheltinga                               | Tournoi                                                                                        |
| 18  | 1954       | Amsterdam                                | Johannes Donner                  | Nicolaas Cortlever Max Euwe                       |                                                                                                |
|     | 1955 -1956 | La Haye                                  | Max Euwe                         | Johannes Donner                                   | Match gagné 7-3 (+5 =4)                                                                        |
| 19  | 1957       | Amsterdam                                | Johannes Donner                  | Carel van den Berg Hans Bouwmeester Fritz Roessel | Tournoi disputé en l'absence de Max Euwe.                                                      |
| 20  | 1958       | Amsterdam                                | Johannes Donner                  | Nicolaas Cortlever                                | 3e : Theo van Scheltinga                                                                       |
| 21  | 1961       | La Haye                                  | Tan Hoan Long                    | Carel van den Berg Johannes Donner Fritz Roessel  |                                                                                                |
| 22  | 1963       | La Haye                                  | Frans Kuijpers                   | Johannes Donner                                   |                                                                                                |
| 23  | 1965       | La Haye                                  | Lodewijk Prins (après départage) | Coenraad Zuidema                                  | Prins vainqueur du départage 2,5-1,5 (+1 =3)                                                   |
| 24  | 1967       | Zierikzee                                | Hans Ree (après départage)       | Hans Bouwmeester                                  | Ree vainqueur du départage 2,5-1,5 (+1 =3)                                                     |

### Depuis 1969: championnats annuels
| Édition Année | Édition Année | Ville                 | Champion(s)                         | Deuxième(s)                                                                                              | Notes |
| ------------- | ------------- | --------------------- | ----------------------------------- | --- | --- |
| 25            | 1969          | Leeuwarden            | Hans Ree (après départage)          | Christiaan Langeweg                                                                                      | |
| 26            | 1970          | Leeuwarden            | Eddie Scholl                        | Coenraad Zuidema                                                                                         | |
| 27            | 1971          | Leeuwarden            | Hans Ree                            | Johannes Donner                                                                                          | Ree vainqueur du départage 4,5-3,5 (+ 2, −1, =5)                                                         |
| 28            | 1972          | Leeuwarden            | Ceenraad Zuidema                    | Jan Timman                                                                                               | |
| 29            | 1973          | Leeuwarden            | Gennadi Sosonko (après départage)   | Coenraad Zuidema Berrus Enklaar                                                                          | |
| 30            | 1974          | Leeuwarden            | Jan Timman                          | Gennadi Sosonko Hans Ree                                                                                 | |
| 31            | 1975          | Leeuwarden            | Jan Timman                          | Hans Böhm                                                                                                | |
| 32            | 1976          | Leeuwarden            | Jan Timman                          | Hans Ree                                                                                                 | |
| 33            | 1977          | Leeuwarden            | Viktor Kortchnoï                    | Johannes Donner Jan Timman                                                                               | |
| 34            | 1978          | Leeuwarden            | Jan Timman Gennadi Sosonko          | | |
| 35            | 1979          | Leeuwarden            | Gert Ligterink                      | Hans Ree Jan Timman                                                                                      | |
| 36            | 1980          | Leeuwarden            | Jan Timman                          | Christiaan Langeweg, John van der Wiel Hans Ree, Paul van der Sterren Fred van der Vliet, Gert Ligterink | Christiaan Langeweg, John van der Wiel Hans Ree, Paul van der Sterren Fred van der Vliet, Gert Ligterink |
| 37            | 1981          | Leeuwarden            | Jan Timman                          | Johannes Donner                                                                                          | |
| 38            | 1982          | Amsterdam et Drachten | Hans Ree                            | Paul van der Sterren                                                                                     | |
| 36            | 1983          | Hilversum             | Jan Timman                          | Paul van der Sterren                                                                                     | |
| 40            | 1984          | Hilversum             | John van der Wiel                   | Hans Ree Peter Scheeren                                                                                  | |
| 41            | 1985          | Hilversum             | Paul van der Sterren                | John van der Wiel                                                                                        | |
| 42            | 1986          | Hilversum             | John van der Wiel                   | Paul van der Steren                                                                                      | |
| 43            | 1987          | Hilversum             | Jan Timman                          | John van der Wiel Gennadi Sosonko                                                                        | |
| 44            | 1988          | Hilversum             | Rudy Doven                          | John van der Wiel                                                                                        | |
| 45            | 1989          | Hilversum             | Rini Kuijf                          | John vn der Wiel Paul van der Sterren                                                                    | |
| 46            | 1990          | Hilversum             | Jeroen Piket                        | Joris Brenninkmeijer                                                                                     | |
| 47            | 1991          | Eindhoven             | Jeroen Piket                        | John van der Wiel                                                                                        | |
| 48            | 1992          | Eindhoven             | Jeroen Piket                        | Guennadi Sosonko John van der Wiel                                                                       | |
| 49            | 1993          | Eindhoven             | Paul van der Sterren                | Roberto Cifuentes John van der Wiel Friso Nijboer                                                        | |
| 50            | 1994          | Amsterdam             | Jeroen Piket                        | John van der Wiel                                                                                        | |
| 51            | 1995          | Amsterdam             | Ivan Sokolov                        | Jeroen Piket                                                                                             | |
| 52            | 1996          | Amsterdam             | Jan Timman                          | Ivan Sokolov                                                                                             | après départage                                                                                          |
| 53            | 1997          | Rotterdam             | Predrag Nikolić                     | Jan Timman                                                                                               | après départage                                                                                          |
| 54            | 1998          | Rotterdam             | Ivan Sokolov                        | Jan Timman                                                                                               | |
| 55            | 1999          | Rotterdam             | Predrag Nikolić                     | Jeroen Piket                                                                                             | |
| 56            | 2000          | Rotterdam             | Loek van Wely                       | Jeroen Piket                                                                                             | |
| 57            | 2001          | Leeuwarden            | Loek van Wely                       | Erik van den Doel                                                                                        | |
| 58            | 2002          | Leeuwarden            | Loek van Wely                       | Sergei Tiviakov                                                                                          | |
| 59            | 2003          | Leeuwarden            | Loek van Wely                       | Sergei Tiviakov Daniël Stellwagen                                                                        | |
| 60            | 2004          | Leeuwarden            | Loek van Wely                       | Ivan Sokolov                                                                                             | |
| 61            | 2005          | Leeuwarden            | Loek van Wely                       | Daniël Stellwagen Sergei Tiviakov                                                                        | |
| 62            | 2006          | Hilversum             | Sergei Tiviakov                     | Ivan Sokolov                                                                                             | |
| 63            | 2007          | Hilversum             | Sergei Tiviakov (après départage)   | Daniël Stellwagen                                                                                        | Tiviakov vainqueur du départage (1,5-0,5)                                                                |
| 64            | 2008          | Hilversum             | Jan Smeets                          | Dimitri Reinderman Daniël Stellwagen                                                                     | |
| 65            | 2009          | Haaksbergen           | Anish Giri                          | Friso Nijboer                                                                                            | |
| 66            | 2010          | Eindhoven             | Jan Smeets                          | Anish Giri                                                                                               | |
| 67            | 2011          | Boxtel                | Anish Giri                          | Ivan Sokolov                                                                                             | |
| 68            | 2012          | Amsterdam             | Anish Giri                          | Ivan Sokolov Erwin l'Ami                                                                                 | |
| 69            | 2013          | Amsterdam             | Dimitri Reinderman                  | Wouter Spoelman                                                                                          | |
| 70            | 2014          | Amsterdam             | Loek van Wely                       | Sergei Tiviakov                                                                                          | |
| 71            | 2015          | Amsterdam             | Anish Giri                          | Loek van Wely                                                                                            | |
| 72            | 2016          | Amsterdam             | Jorden van Foreest                  | Loek van Wely                                                                                            | |
| 73            | 2017          | Amsterdam             | Loek van Wely                       | Sipke Ernst                                                                                              | |
| 76            | 2018          | Amsterdam             | Sergei Tiviakov                     | Erwin l'Ami                                                                                              | |
| 77            | 2019          | Amsterdam             | Lucas van Foreest (après départage) | Jorden van Foreest                                                                                       | Lucas van Foreest vainqueur du départage (1,5-0,5)                                                       |
|               | 2020          |                       |                                     | | |
| 78            | 2021          |                       | Max Warmerdam                       | Roeland Pruijssers (en)                                                                                  | Hing Ting Lai                                                                                            |
| 79            | 2022          | Groningue             | Erwin l'Ami                         | Robby Kevlishvili (nl)                                                                                   | |
| 80            | 2023          | Utrecht               | Anish Giri                          | Jorden van Foreest                                                                                       | |
| 81            | 2024          | Utrecht               | Max Warmerdam                       | Sergei Tiviakov                                                                                          | |
| 82            | 2025          | Venlo                 | Jorden Van Foreest                  | Loek van Wely                                                                                            | |

## Championnat féminin

### 1935 à 2011
- 1935 : Catharina Roodzant
- 1936 : Catharina Roodzant
- 1937 : Fenny Heemskerk
- 1938 : Catharina Roodzant
- 1939 : Fenny Heemskerk
- 1946 : Fenny Heemskerk
- 1948 : Fenny Heemskerk
- 1950 : Fenny Heemskerk
- 1952 : Fenny Heemskerk
- 1954 : Fenny Heemskerk
- 1956 : Fenny Heemskerk
- 1958 : Fenny Heemskerk
- 1960 : Corry Vreeken
- 1961 : Fenny Heemskerk
- 1962 : Corry Vreeken
- 1964 : Corry Vreeken
- 1966 : Corry Vreeken
- 1968 : Ingrid Tuk (en)
- 1970 : Corry Vreeken
- 1971 (29 septembre - 9 octobre, Arnhem) : Rie Timmer (en)
- 1972 : Rie Timmer
- 1973 : Ada van der Giessen (en)
- 1974 : Käty van der Mije
- 1975 : Erika Belle
- 1976 : Käty van der Mije
- 1977 : Käty van der Mije
- 1978 : Käty van der Mije
- 1979 : Käty van der Mije
- 1980 : Erika Belle
- 1981 : Erika Belle
- 1982 : Carla Bruinenberg (nl)
- 1983 : : Carla Bruinenberg
- 1984 : Carla Bruinenberg et Heleen de Greef
- 1985 : Jessica Harmsen (nl) et Hanneke van Parreren (en)
- 1986 : Heleen de Greef
- 1987 : Jessica Harmsen
- 1988 :Jessica Harmsen
- 1989 : Mariëtte Drewes (nl)
- 1990 : Renate Limbach (nl)
- 1991 : Anne-Marie Benschop (nl)
- 1992 : Erika Sziva
- 1993 : Iwona Bos-Swiecik (nl)
- 1994 : Erika Sziva
- 1995 : Marisca Kouwenhoven (en)
- 1996 : Erika Sziva
- 1997 : Peng Zhaoqin
- 1998 : Erika Sziva
- 1999 : Erika Sziva
- 2000 à 2011 : Peng Zhaoquin

(douze titres consécutifs, le record)

### Depuis 2012
| Année | Lieu      | 1er                  | 2e                         | 3e                                      |
| ----- | --------- | -------------------- | -------------------------- | --------------------------------------- |
| 2012  | Amsterdam | Tea Lanchava         | Peng Zhaoqin               | Anne Haast                              |
| 2013  | Amsterdam | Lisa Schut (en)      | Anne Haast                 | Tea Bosboom-Lanchava                    |
| 2014  | Amsterdam | Anne Haast           | Bianca de Jong-Muhren (en) | Peng Zhaoqin                            |
| 2015  | Amsterdam | Anne Haast           | Peng Zhaoqin               | Tea Lanchava                            |
| 2016  | Amsterdam | Anne Haast           |                            |                                         |
| 2017  | Amsterdam | Anne Haast           |                            |                                         |
| 2018  | Amsterdam | Peng Zaoqin          |                            |                                         |
| 2019  | Amsterdam | Iozefina Paulet      |                            |                                         |
| 2020  |           |                      |                            |                                         |
| 2021  |           | Anne Haast           | Peng Zhaoqin               | Eline Roebers                           |
| 2022  |           | Machteld van Foreest |                            |                                         |
| 2023  |           | Eline Roebers        | Anna-Maja Kazarian         | Arlette van Weersel (de) et Robin Duson |